# هيورهي سوداكوف
هيورهي سوداكوف (مواليد 1 سبتمبر 2002) هو لاعب كرة قدم أوكراني يلعب في مركز خط الوسط نادي شاختار دونيتسك.